# Hjortronharu gaddarna
Hjortronharu gaddarna är klippor nära Husskär i Nagu,  Finland.   De ligger i Pargas stad i landskapet Egentliga Finland. Ön ligger omkring 4 kilometer norr om Husskär, omkring 24 kilometer sydost om Nagu kyrka,  50 kilometer söder om Åbo och 160 km väster om Helsingfors. Närmaste allmänna förbindelse är förbindelsebryggan vid Knivskär som trafikeras av M/S Nordep.
Terrängen runt Hjortronharu gaddarna är mycket platt.